# Sexto Coceyo Anicio Fausto Paulino
Sexto Coceyo Anicio Fausto Paulino (fl. siglo III) fue un senador romano que fue nombrado cónsul sufecto en algún momento anterior a 260/268.

## Biografía
Fue probablemente o el hijo o el sobrino de Anicio Fausto Paulino, cónsul sufecto antes de 230, Fausto Paulino era un miembro de la familia de patricios Anicia del siglo III. Fue nombrado cónsul sufecto en algún momento antes de 260/268, y fue el gobernador provincial de África, casi con toda seguridad sobre el 265/268, pero se acepta la posibilidad de que pudiera haber ocupado el puesto en algún momento posterior, probablemente entre 276 y 285.
Se ha especulado con que era posiblemente el padre de Anicio Fausto Paulino, el cónsul de 298.